# Tha Blue Herb
Tha Blue Herb (ザ・ブルー・ハーブ, Za Burū Hābu) est un groupe de hip-hop japonais, originaire de Sapporo, Hokkaidō. Formé en 1997, il est composé de DJ O.N.O. et Ill-Bosstino (ou Boss the MC), deux japonais qui ont fondé leur propre label Tha Blue Herb Records, et qui font partie des rares artistes de hip-hop à connaître un succès d'estime en dehors de l'archipel. Découverts et lancés par DJ Krush, ils souhaitent promouvoir un hip-hop qui ne serait pas une simple copie de leurs modèles américains. À la fin 2004, leur label prend de l'importance avec la sortie du premier album de Shuren the Fire.

## Biographie
Tha Blue Herb sort un premier single sur leur propre label en 1997. En 1998, ils sortent leur premier album, Stilling, Still Dreaming. En 1999, DJ Krush demande à Boss de venir chanter lors d'un concert de son groupe Ryu. L'année suivante, Krush retrouve Tha Blue Herb sur son album remix Code 4109. En 2001, Boss rappe sur la piste Candle Chant de l'album de Krush, Zen. James Hadfield du Japan Times décriy Tha Blue Herb comme « le Company Flow du hip-hop japonais. »
Propulsé en haut de la scène hip-hop japonaise, ils sortent leur second album, Sell our Soul, en 2002. En 2004, ils signent la bande originale du film japonais Heat, adaptation live du manga de Ryōichi Ikegami et Buronson. En 2005, ils sortent un DVD documentaire intitulé That the Way Hope Goes regroupant l'histoire du groupe, leurs succès, des extraits de live, des interviews et bien d'autres. En 2007, ils font un retour en signant leur maxi Phase 3 avec un clip, enchainant avec un single intitulé Hip-hop bangaichi (HIP HOP 番外地) et un clip intitulé Kono yoru dake wa (この夜だけは). Ainsi qu'un album intitulé Life Story produit par DJ O.N.O. et DJ Dye.

## Autres projets
Boss participe au groupe Herbest Moon (produit par Tha Blue Herb Records et Real Life) en compagnie du DJ Wa-Chall, aux influences reggae, dub et funk. Ill-Bosstino poursuit également son projet Japanese Synchro System (ja) en collaboration avec Calm (ja), un producteur de musique dub, et sortent en 2006 l'album The Elaboration. Peu après la sortie de leur album Life Story en 2007, Ill-Bosstino apparait en featuring avec Seeda (ja) dans le titre Mic Story, un clip a été également réalisé.
O.N.O. sort un album solo de hip-hop expérimental, Six Month at Outside Stairs. Il a également participé au groupe Shigam en compagnie d'Asa (un DJ qui a collaboré avec Krush), Shibata Ichiro (batteur du groupe Yura Yura Teikoku) et du guitariste Sad-Hero. Ils ont tous les deux participé au groupe Only For The Mindstrong qui a sorti un album homonyme, en compagnie de Jun-Gold et de Wa-Chall, toujours sur leur label.

## Discographie

### Albums studio
- 1998 : Stilling, Still Dreaming (Tha Blue Herb Records, réédité en double album en 2002)
- 2002 : Sell Our Soul (Tha Blue Herb Records)
- 2007 : Life Story
- 2012 : Total

### EP
- 2000 : Underground VS Amateur (アンダーグラウンドvsアマチュア, Andāguraundo vs amachua?)
- 2002 : Front Act CD
- 2002 : Underground VS Amateur (réédition, Tha Blue Herb Records)
- 2003 : Mirai wa oira no te no naka (未来は俺等の手の中?, lit. « le futur est entre nos mains »)
- 2005 : The Way Hope Goes
- 2007 : Phase 3
- 2012 : Still raining, still winning

### Singles
- 1998 : Shock-shine no ran (Shock-Shineの乱?)
- 1998 : Chie no wa (知恵の輪?, lit. « casse-tête »)/Kita-kaze (北風?, lit. « vent du nord »)
- 1999 : Underground VS Amateur
- Jidai wa kawaru (時代は変わる?, lit. « les temps changent »)
- Trans Sapporo Express en référence au Trans-Europe Express de Kraftwerk
- Annui Dub : Thank You Very Much My Friend
- 2001 : 3 Days Jump
- 2002 : Front Act CD
- 2003 : Mirai wa oira no te no naka (未来は俺等の手の中?)
- Roads of the Underground
- 2005 : Chie no dub (智慧のdub?, lit. « dub de la raison »)
- 2006 : My Work/My Faith
- 2007 : Phase 3
- 2007 : Hip-hop bangaichi (HIP HOP 番外地?)/Kono yoru dake wa (この夜だけは?, lit. « juste ce soir »)

### Albums live
- 2007 : Enbu (演武?)
- 2005 : That the Way Hope Goes

### Autres sorties
- 2004 : BO de Heat
- 2005 : Only for the Mind Stone Long
- 2005 : Herbest Moon - Dubthing We Realized
- 2005 : Herbest Moon - Something We Realized
- 2006 : Japanese Synchro System - The Elaboration